# Dzianis Harazja
Dzianis Harazja (belarusiska: Дзяніс Гаража; ryska: Денис Олегович Гаража: Denis Olegovitj Garazja), född den 15 maj 1987 i Atbasar i Azerbajdzjanska SSR i Sovjetunionen (nu Azerbajdzjan), är en belarusisk kanotist.
Han tog bland annat VM-guld i C-1 500 meter i samband med sprintvärldsmästerskapen i kanotsport 2009 i Dartmouth Kanada.